# Mike Iupati
(en) Statistiques sur pro-football-reference
Michael Mike Iupati, dit Mike Iupati, né le 12 mai 1987 à Vaitogi dans les Samoa américaines, est un joueur américain d'origine océanienne de football américain.
Cet offensive guard joue pour les Cardinals de l'Arizona en National Football League (NFL). Auparavant, il a joué pour les 49ers de San Francisco (2010-2014).